# Åke Fribyter
Åke Gunnar Fribyter, född 8 september 1922 i Degerfors församling i Västerbotten, död 16 juli 1998 i Hästveda i Skåne, var en svensk inredningsarkitekt.
Fribyter arbetade hos Carl Malmsten i början av 1950-talet. Tillsammans med Ingvar Carlsson skapade han 1961 möbelserien Mysingen. Fribyter har även formgett stolen Classic för Gemla Möbler AB och vilstolen Kroken för Nelo möbler 1974.